# Night Dreamer
Night Dreamer je tretji studijski album ameriškega jazz saksofonista Wayna Shorterja in njegov prvi, ki je izšel pri založbi Blue Note Records. Album je 29. aprila 1964 posnel kvintet, ki so ga poleg Shorterja sestavljali še trobentač Lee Morgan, pianist McCoy Tyner, basist Reggie Workman in bobnar Elvin Jones.
Album je ponovno izšel leta 2005 kot del serije RVG Edition, notranje opombe pa je prispeval Nat Hentoff.

## Ideja in kompozicije
Na tej točki svoje kariere je Shorter čutil, da se njegovo komponiranje spreminja. Medtem, ko so imele prejšnje kompozicije veliko detajlov, je nov pristop ubiral do komponiranja preprostejšo pot. »Včasih sem uporabljal sem veliko sprememb akordov, sedaj pa lahko ločim pšenico od plev.«
V intervjuju z Natom Hentoffom se je Shorter osredotočil na pomen albuma: »Tu želim izpostaviti občutek sodbe - sodbe za vse živo, od najmanjše mravlje do človeka. Vem, da je sprejet pomen besede »Armageddon« zadnja bitka med dobrim in zlim - karkoli že je. Ampak moja definicija prihodnje sodbe je obdobje popolnega razsvetljenja, v katerem bomo odkrili kaj smo in zakaj smo tu.«
»Night Dreamer« ima večinoma občutek, ki ga je Shorter pogosto opisal kot »večer ali noč«, zato je tudi »Night« v naslovu skladbe. Gre za skladbo v tričetrtinskem taktovskem načinu. Shorter je skladbo »Oriental Folk Song« prvič slišal kot reklamno skladbo, zatem pa je odkril, da gre za staro kitajsko pesem. V skladbi »Virgo« je poskušal biti optimističen, medtem, ko je pri »Black Nile« poskušal opisati rečno pot. »Charcoal Blues« naj bi predstavljal nekakšen povratni del, ki skupaj povezuje preteklost in sedanjost. Zadnja skladba, »Armageddon«, je bila Shorterjeva osrednja točka albuma.

## Seznam skladb
Avtor vseh skladb je Wayne Shorter.
| Št. | Naslov               | Dolžina |
| --- | -------------------- | ------- |
| 1.  | „Night Dreamer‟      | 7:18    |
| 2.  | „Oriental Folk Song‟ | 6:54    |
| 3.  | „Virgo‟              | 7:09    |
| 4.  | „Black Nile‟         | 6:29    |
| 5.  | „Charcoal Blues‟     | 6:54    |
| 6.  | „Armageddon‟         | 6:22    |

| Dodatna skladba na ponovni izdaji | Dodatna skladba na ponovni izdaji | Dodatna skladba na ponovni izdaji |
| Št.                               | Naslov                            | Dolžina                           |
| --------------------------------- | --------------------------------- | --------------------------------- |
| 7.                                | „Virgo‟ (alternativni posnetek)   | 7:03                              |

## Osebje

### Glasbeniki
- Wayne Shorter – tenorski saksofon
- Lee Morgan – trobenta
- McCoy Tyner – klavir
- Reggie Workman – kontrabas
- Elvin Jones – bobni

### Produkcija
- Producent: Alfred Lion
- Snemalec: Rudy Van Gelder
- Producent ponovne izdaje: Michael Cuscuna
- Fotografija na ovitku: Francis Wolff